# Termessos

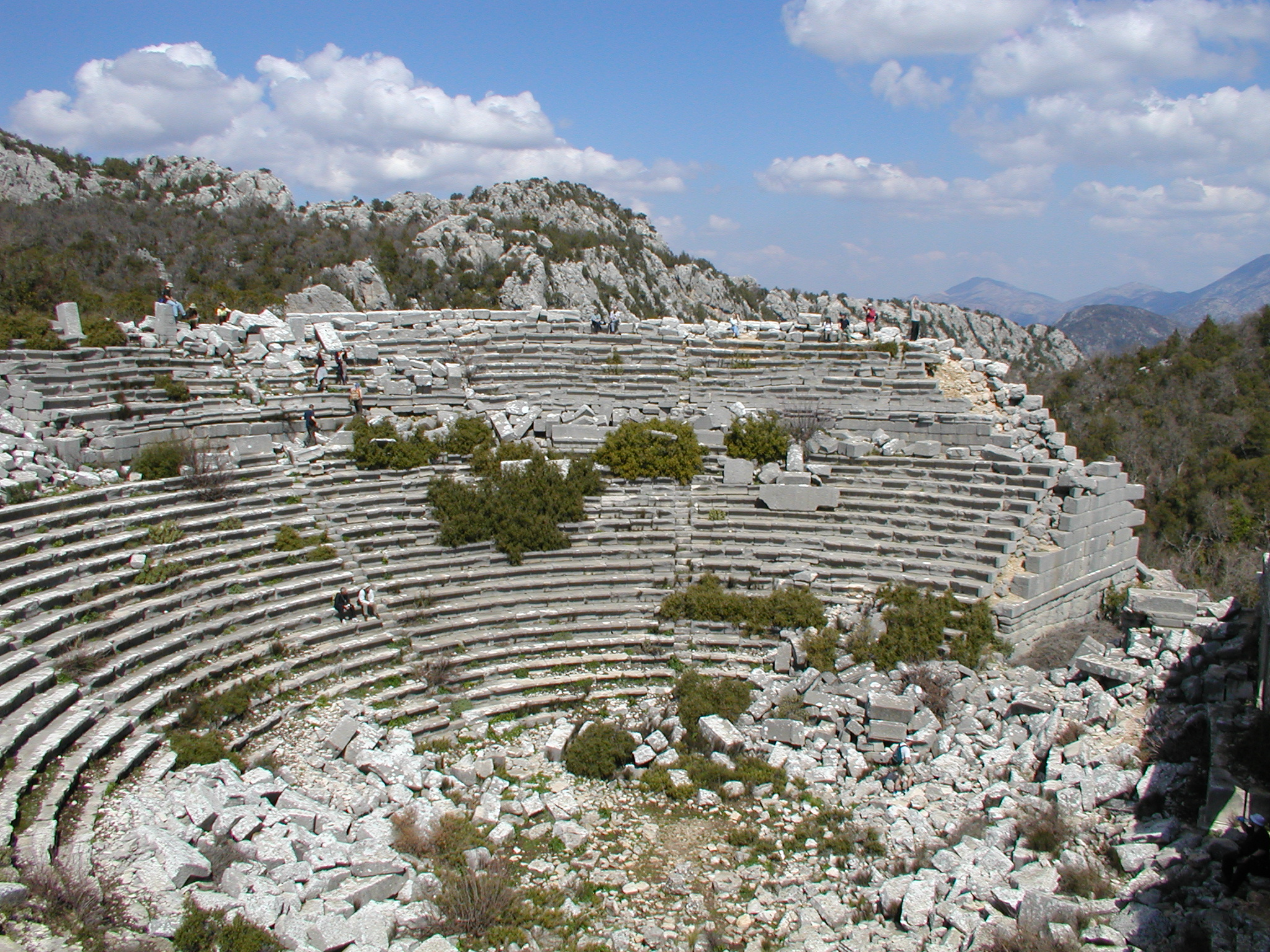
Antiek theater in Termessos

Termessos (ook wel Termessus) is een antieke stad op iets meer dan 1000 meter hoogte op de flanken van de berg Solymus (nu Güllük Dağı). De stad, zo'n 25 km van Antalya, heeft de tand des tijds redelijk doorstaan. 

## Geschiedenis
De antieke bewoners noemden zich volgens hun inscripties "Solymianen". Hun taal moet een dialect van het Pisidisch zijn geweest. In de literatuur maakt de stad voor het eerst zijn opwachting in de Ilias, in samenhang met het verhaal over Bellerophon. In de historische bronnen duikt Termessos echter niet eerder op dan rond 334 v.Chr., wanneer Alexander de Grote door het gebied trekt en de stad niet aanvalt vanwege de strategisch sterke ligging hoog in de bergen. Termessos kende twee bloeiperiodes, de eerste in het Hellenistische tijdperk, en later in de Romeinse periode als 'vrienden en bondgenoten' van het Romeinse volk. Ze behoorde tot de Romeinse provincie Pamphylië.
De stad werd verlaten tussen de vijfde en zevende eeuw. Omdat de ruïnes duidelijke aardbevingsschade vertonen, is het redelijk te veronderstellen dat een aardbeving aanleiding was om de stad te verlaten. De restanten van de stad omvatten onder meer een gymnasium, een amfitheater, verscheidene tempels (o.a. voor Artemis, Zeus Solymeus en keizer Hadrianus), een necropolis, en enkele stadsmuren.